# Chabab Riadhi Baladiyat Aïn Fakroun
L'Ain Fakroun è una società calcistica algerina con sede nella città di Costantina.
Nel 2013 ha disputato il campionato di massima serie algerina come neopromossa.

## Palmarès

### Competizioni nazionali
- Ligue 2: 1

2012-2013